# Verdun-sur-le-Doubs
Verdun-sur-le-Doubs korábbi község (település) Franciaországban, Saône-et-Loire megyében. 2025. január 1-jén Ciel községgel egyesült és Verdun-Ciel új község része lett.
Lakosainak száma 942 fő (2022. január 1.). Verdun-sur-le-Doubs Les Bordes, Allerey-sur-Saône, Bragny-sur-Saône, Ciel, Saint-Maurice-en-Rivière és Verjux községekkel határos.

## Népesség
A település népessége az elmúlt években az alábbi módon változott:
| Lakosok száma | 1163 | 1147 | 1123 | 1083 | 1071 | 1060 | 977  | 960  | 942  |
|               | 2013 | 2015 | 2016 | 2017 | 2018 | 2019 | 2020 | 2021 | 2022 |